# Vespa pacicephala
Vespa pacicephala är en getingart som beskrevs av Giovanni Antonio Scopoli 1772. Vespa pacicephala ingår i släktet bålgetingar, och familjen getingar. Inga underarter finns listade i Catalogue of Life.